# Aliança Nacional Democràtica
l'Aliança Nacional Democràtica (AND, anglès National democratic Alliance NDA) és una organització política i militar d'oposició al règim sudanès.
Fou fundada clandestinament a Khartum l'octubre de 1989, tres mesos després del cop d'estat militar del general Omar al-Bashir, quan es va veure clar que al darrere del cop hi havia el Front Nacional Islàmic. Posteriorment el lideratge de l'organització es va traslladar al Caire. El 1990 era impossible organitzar activitats polítiques dins el Sudan
Els seus membres inicials foren:
- Partit Umma
- Partit Democràtic Unionista Sudanès
- Partit Comunista del Sudan

Després s'hi van afegir altres partits, sindicats i individuals sense partit. El 2002 els membres de l'Aliança eren:
1. Partit Umma (va suspendre la participació el març del 2002 però compareix els objectius i resolucions)
2. Partit Democràtic Unionista (DUP o PDU)
3. Moviment Popular d'Alliberament del Sudan/Exèrcit Popular d'Alliberament del Sudan (SPLM/SPLA)
4. Unió de Partits Africans del Sudan (USAP o UPAS)
5. Partit Comunista del Sudan (CPS o PCS)
6. Consell General de la Federació de Sindicats (GCTUF)
7. Legítim Comandament de les Forces Armades del Sudan (LCSAF)
8. Congrés dels Beges
9. Forces Aliades del Sudan (SAF o FAS)
10. Aliança Federal Democràtica del Sudan (FDA o AFD)
11. Associació dels Lleons Lliures (Lleons Lliures Rashaida)
12. Partit Àrab Baath Socialista
13. Partit Nacional Sudanès (SNP o PNS)
14. Personalitats independents
15. Representants de les àrees alliberades

Els principals caps dels partits van poder sortir del país el 1989/1990 (Sayyid Muhammad Uthman al-Mirgani del DUP, Mubarak al-Fadil al-Mahdi de l'Umma Party, i Izzeddin Ali Amer del PCS i van començar a treballar per enderrocar al govern. La repressió al nord i la guerra al sud va ajudar el seu propòsit. El règim de Khartum va donar suport a la invasió de Kuwait pels iraquians. El 1990 s'hi va afegir el SPLA/SPLM. El projecte inicial era organitzar una revolta popular com la revolució d'octubre de 1964, però alguns grups pensaven que calia una força militar per a protegir els manifestants. La idea de la lluita armada va començar a penetrar. Després de fracàs de les converses de pau entre el GOS (Govern del Sudan/Government of Sudan) i el SPLA/SPLM a Abuja el 1992 i 1993 i la iniciativa de pau de l'IGAD el 1994, en aquest darrer any l'AND va arribar a un acord de cooperació amb el SPLA signat a Shogdom, al Sudan del Sud.
El 1995 l'atemptat a Addis Abeba contra el president d'Egipte Hosni Mubàrak va revelar que el Sudan hi havia participat i els membres del Front van decidir passar a la lluita armada i es va crear el Legitim Comandament de les Forces Armades del Sudan, amb els militars que havien estat apartats de l'exèrcit arran del cop d'estat, sota la direcció del general Fatih Ahmed Ali que al moment del cop era cap d'estat Major. Però poc després el brigadier Abdulaziz Khalid se'n va sortir i va formar la seva pròpia facció, les Forces Aliades del Sudan o Sudan Allied Forces (SAF) que van començar a operar el 1996 a l'est del país amb ajut d'Eritrea. L'Umma, el DUP i el Congrés dels Beges van formar les seves pròpies milícies. Posteriorment s'hi van unir altres milícies: la creada pel Partit Comunista del Sudan, i la formada per la tribu Rashaida, anomenats els Lleons Lliures i el setembre de 1996 es va constituir formalment les Forces de l'Aliança Nacional amb les milícies dels partits; però durant tot el 1996 no van aconseguir cap progrés per manca de recursos i de coordinació quan no disputa entre ells. El desembre de 1996 es va formar el Comitè Militar Conjunt entre les forces militars del sud i del nord, però fora dels èxits militars dels sudistes, l'oposició del nord en va treure poc profit.
La tàctica va haver de ser canviada i el març del 2000 l'Umma es va retirar i va decidir negociar amb el govern; després de moltes converses un principi d'acord es va trobar el 2004.

## Política
Els principis fundacionals de Khartum de 1989 foren esmenats per la declaració del Caire de 1992 i els acords de 1995. La conferència d'Asmara de juny de 1994 va establir els principis fonamentals i el 1995 es va acordar el dret d'autodeterminació pel sud i altres mesures sobre seguretat i qüestions militars; també es va acordar l'estructura de la AND. El setembre de 1996 es van crear les Forces de l'Aliança Nacional. La AND va tenir reunions a Asmara (1997, 1998, 1999), Trípoli de Líbia (1999), Kampala (1999), el Caire (2000), Massawa (2000) i Asmara (2001, 2002). El 2003 els tres principals líders, John Garang, Sadiq al-Mahdi i Muhammad Uthman al-Mirghani van signar una declaració conjunta al Caire. Entre les decisions adoptades (sense data coneguda) hi havia una nova constitució pel Sudan, i l'eliminació de tota influència al govern del Front Nacional Islàmic (o Germans Musulmans del Sudan)